# ベクテミル・メリクジエフ
ベクテミル・ロズマトジョン・オグリ・メリクジエフ（ウズベク語: Bektemir Roʻzmatjon oʻgʻli Meliqoʻziyev, ラテン文字転写: 	Bektemir Rozmatjon Ogli Meliqoziyev、1996年4月13日 - ）は、ウズベキスタンのプロボクサー。ショイムベク出身。リオデジャネイロオリンピック銀メダリスト。

## 来歴

### アマチュア時代
2014年4月、AIBA世界ユース選手権の69kg級に出場し、金メダルを獲得した。
2015年10月、カタールで開催されたAIBA世界ボクシング選手権の75kg級に出場し、2回戦でクリスチャン・エンビリに勝利するも、決勝でアーレン・ロペスに敗れ、銀メダルを獲得した。
2016年8月、リオデジャネイロオリンピックの75kg級に出場し、準決勝でミサエル・ロドリゲスに勝利するも、決勝でアーレン・ロペスに敗れ、銀メダルを獲得した。
2017年9月、ドイツで開催されたAIBA世界ボクシング選手権の81kg級に出場し、準決勝でジョー・ウォードに敗れ、銅メダルを獲得した。

### プロ時代
2019年6月13日、ロサンゼルスのアヴァロン・ハリウッドでプロデビュー。
2019年11月14日、ワールド・ボクシングと共同プロモーションの形で、オスカー・デ・ラ・ホーヤのゴールデンボーイ・プロモーションズと契約。
2019年12月13日、ファンタジー・スプリングス・リゾート・カジノ内スペシャル・イベント・センターでヴァウグフン・アレクサンダーとWBAアメリカ大陸スーパーミドル級王座決定戦を行い、10回3-0（3者共100-90）の判定勝ちを収め王座を獲得した。
2020年10月30日、ファンタジー・スプリングス・リゾート・カジノ内スペシャル・イベント・センターでアラン・カンパとWBOインターコンチネンタルスーパーミドル級王座決定戦を行い、3回21秒KO勝ちを収め王座を獲得した。
2021年1月30日、モスクワでセルゲイ・コバレフと対戦する予定だったが、試合2週間前にファンタジー・スプリングス・リゾート・カジノ内スペシャル・イベント・センターに変更したものの、最終的にコバレフからテストステロンの陽性反応が出た為興行自体が中止になった。
2021年6月19日、エルパソのドン・ハスキンス・センターでガブリエル・ロサドとメリクジエフが保持するWBAアメリカ大陸王座の防衛戦と空位のWBOインターナショナルスーパーミドル級王座決定戦を行い、3回1分21秒KO負けを喫しWBAアメリカ大陸王座は初防衛に失敗、WBOインターナショナル王座の獲得に失敗した。
2021年12月17日、タシュケントのホテル・レナイサンスでセルゲイ・エキモフと対戦し、8回3-0（2者が80-71、80-72）の判定勝ちを収めた。尚この興行がメリクジエフにとって母国での初の試合となり、同じリオデジャネイロオリンピックでメダルを獲得したハサンボイ・ドゥスマトフ（ライトフライ級金メダリスト）、シャハラン・ギヤソフ（ウェルター級銀メダリスト）に加えてイスラエル・マドリモフら母国のボクサーたちと共演した。
2023年1月28日、イングルウッドにあるSoFiスタジアムの隣にあるYouTubeシアターでウリセス・シエラとWBOグローバルスーパーミドル級王座決定戦を行い、3回2分59秒KO勝ちを収め王座を獲得した。
2023年4月22日、ラスベガスのT-モバイル・アリーナで行われたジャーボンテイ・デービス 対 ライアン・ガルシア戦の前座でガブリエル・ロサドとの1年10ヶ月振りの再戦を、WBAインターコンチネンタルスーパーミドル級王座決定戦として行い、10回3-0（3者共99-91）の判定勝ちを収め王座を獲得した。

## 獲得タイトル
- WBAアメリカ大陸スーパーミドル級王座
- WBOインターコンチネンタルスーパーミドル級王座
- WBOグローバルスーパーミドル級王座